# Darvas József Irodalmi Emlékház
A Darvas József Irodalmi Emlékház egy kiállítóhely, amely Orosházán található és a Nagy Gyula Területi Múzeum alá tartozik. Ebben a házban töltötte gyermekkorát a város híres szülötte, Darvas József népíró és politikus.

## Története
A város egyik legellentmondásosabb alakja, az író, kommunista politikus és népfrontos egyházi vezető. Ebben a Dózsa György utca 74. szám alatti házban született és élte le gyermekkorát, amit szülei 1912-ben építettek.
A ház később nagybátyja, Dumitrás Mihály tulajdonába került. Az író halálát követően 1973-ban irodalmi emlékhellyé nyilvánították a házat. 1979. december 4-én a nagyközönség számára is átadták az emlékházat. A kiállítás kialakítását és annak tárgyainak beszerzését a Békés megyei Múzeumi Szervezet és a Petőfi Irodalmi Múzeum munkatársai végezték el. A kiállítóhely az akkori Szántó Kovács János Múzeum fennhatósága alá került.

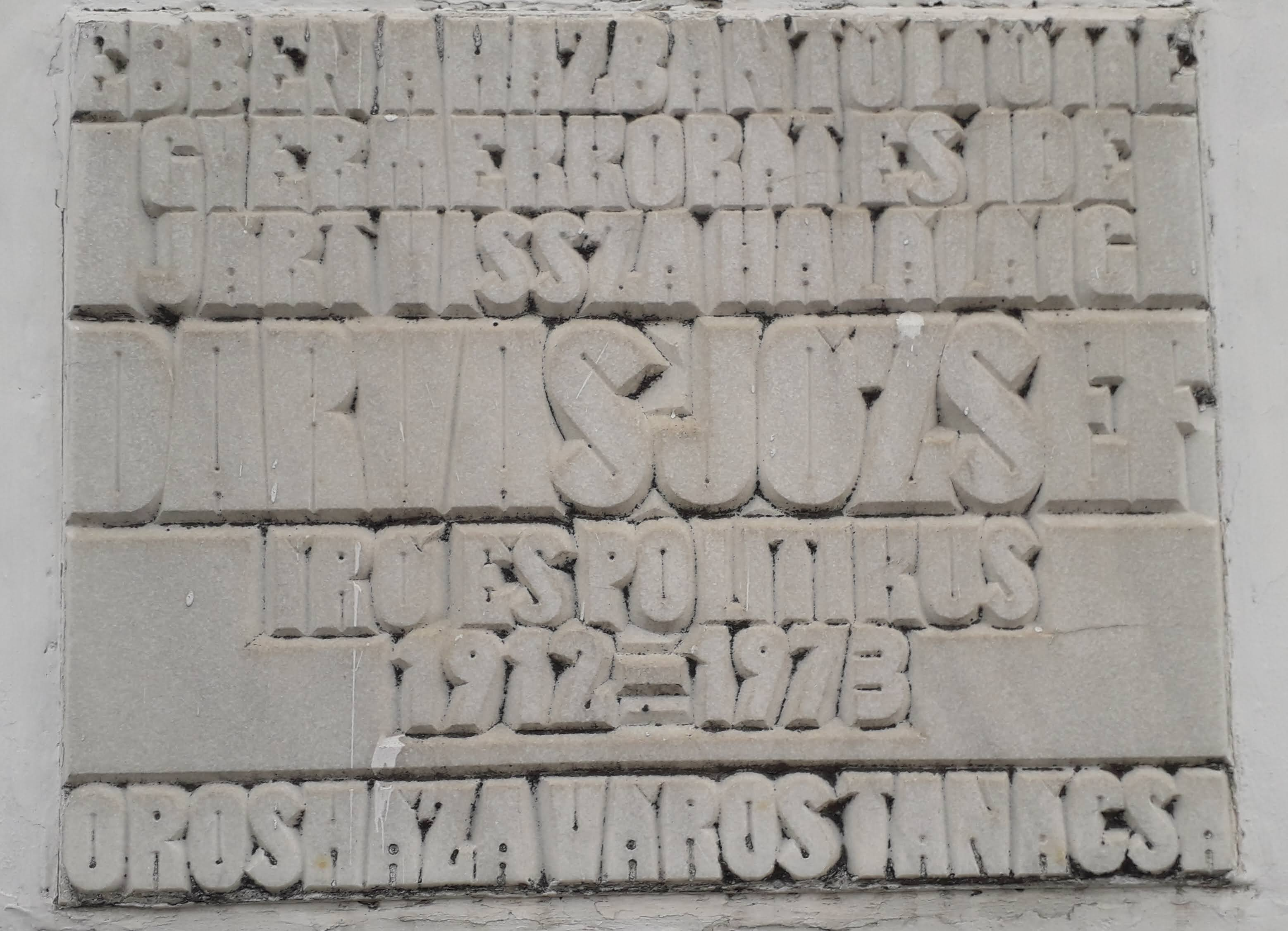
A kiállítóhely falán kirakott emléktábla

## A múzeum
Az emlékház utcai bejáratát követően a vályogház tornácára jutunk. Itt négy helyiséget lehet megtekinteni: bognárműhely, emlékszoba, konyha és lakószoba. A lakószobában a családi bútorok és a rokonokkal kapcsolatos emlékek találhatóak. A konyha a századeleji állapotában látható. Az emlékszoba tárgyi emlékeken keresztül mutatja be Darvas József életútját. A bognárműhely pedig a bátyja egykori műhelye.
A múzeum hátsó részében van egy új épület, amely a Békés Megyei Irodalmi Gyűjtemény kutatóhelye lenne. Ebben az épületben őrzik a megyében született írók hagyatékait. Ez kizárólag kutatók számára vehető igénybe.